# Paula Pöhlsen
Paula Marie Traude Pöhlsen (* 11. September 1913 in Hamburg; † 6. Januar 2003 in Grömitz; nach Heirat Paula Scholz) war eine deutsche Kunstturnerin und Olympiasiegerin.
Paula Pöhlsen startete für die Hamburger Turnerschaft von 1816. Die beruflich bei der Reichsbahn tätige Sportlerin gewann 1933 die Deutsche Meisterschaft im turnerischen Mehrkampf. Bei den Olympischen Spielen 1936 fand nach 1928 zum zweiten Mal ein Olympischer Mannschaftswettbewerb für Turnerinnen statt. Paula Pöhlsen belegte in der  Punktwertung den zwölften Platz. Mit der deutschen Mannschaft in der Besetzung Gertrud Meyer, Erna Bürger, Käte Sohnemann, Isolde Frölian, Anita Bärwirth, Paula Pöhlsen sowie Friedl Iby und Julie Schmitt gewann sie die Goldmedaille mit drei Punkten Vorsprung vor der Mannschaft aus der Tschechoslowakei.